# Scutigerella maya
Scutigerella maya är en mångfotingart som beskrevs av Hilton 1938. Scutigerella maya ingår i släktet norddvärgfotingar, och familjen snabbdvärgfotingar. Inga underarter finns listade i Catalogue of Life.